# Кверштедт
Кверштедт (нем. Querstedt) — деревня в Германии, в земле Саксония-Анхальт. Входит в состав города Бисмарк (Альтмарк) района Штендаль.
Население составляет 234 человека (на 31 декабря 2006 года). Занимает площадь 18,19 км².
Изначально Кверштедт был славянским поселением. Впервые упоминается в 1278 году. В XIII веке была построена каменная церковь.
До 31 декабря 2009 года Кверштедт имел статус общины (коммуны). 1 января 2010 года населённый пункт вошёл в состав города Бисмарк (Альтмарк). Последним бургомистром общины была Петра Штеффенс.